# Brie-sous-Mortagne
Brie-sous-Mortagne ist eine westfranzösische Gemeinde mit 238 Einwohnern (Stand: 1. Januar 2022) im Département Charente-Maritime in der Region Nouvelle-Aquitaine (vor 2016 Poitou-Charentes). Sie gehört zum Arrondissement Saintes und zum Kanton Saintonge Estuaire. Die Einwohner werden Briauds genannt.

## Lage
Brie-sous-Mortagne liegt etwa 74 Kilometer nordnordwestlich von Bordeaux in der historischen Kulturlandschaft der Saintonge. Umgeben wird Brie-sous-Mortagne von den Nachbargemeinden Mortagne-sur-Gironde im Westen und Norden, Virollet im Norden, Saint-Germain-du-Seudre im Nordosten und Osten, Floirac im Südosten und Süden sowie Boutenac-Touvent im Westen.

## Bevölkerungsentwicklung
| Jahr                       | 1962 | 1968 | 1975 | 1982 | 1990 | 1999 | 2006 | 2019 |
| Einwohner                  | 288  | 282  | 287  | 242  | 228  | 245  | 247  | 243  |
| Quellen: Cassini und INSEE |      |      |      |      |      |      |      |      |

## Sehenswürdigkeiten
- Kirche Saint-Pierre, erbaut ab dem 15. Jahrhundert
- Windmühle

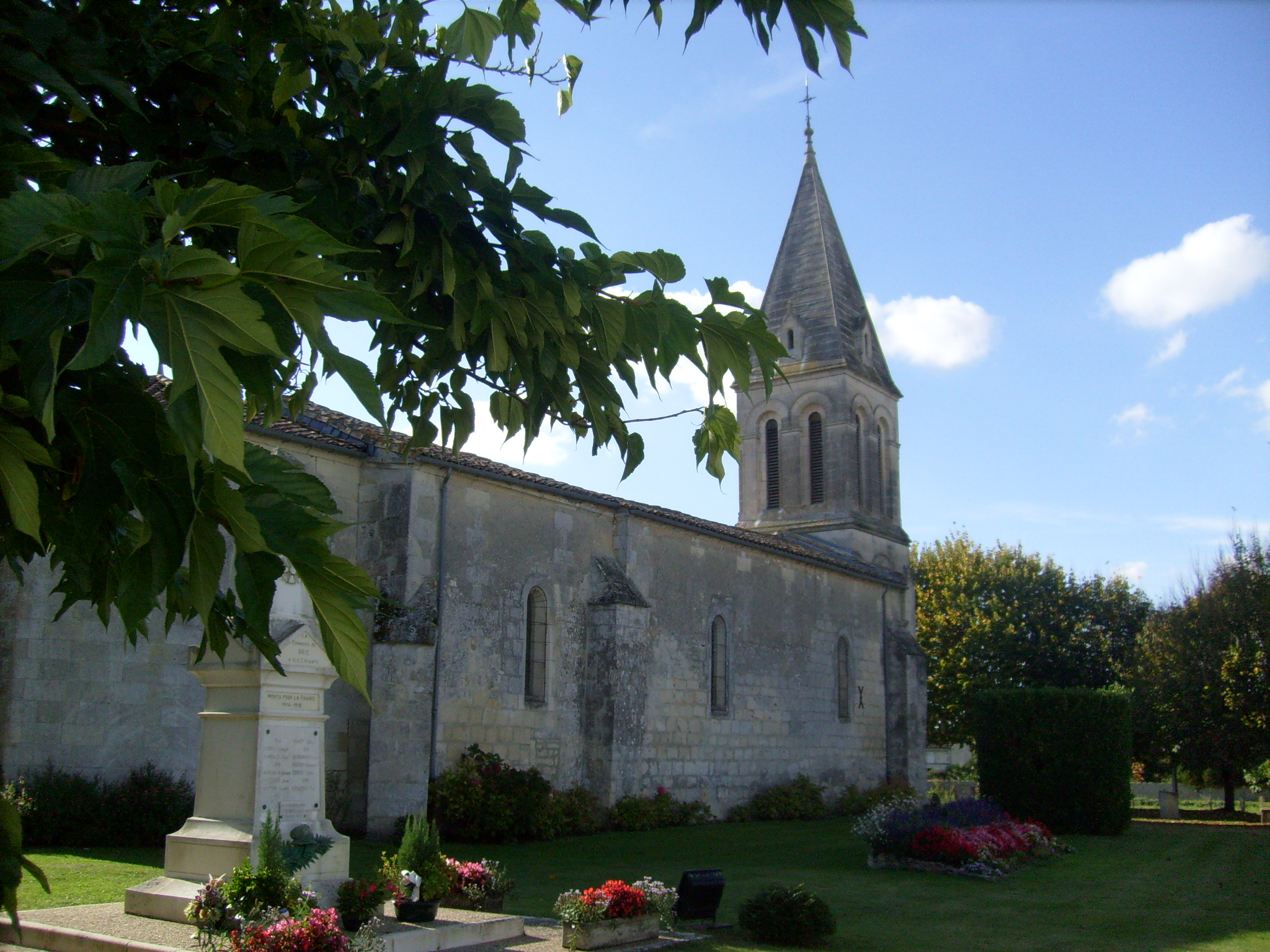
Kirche Saint-Pierre
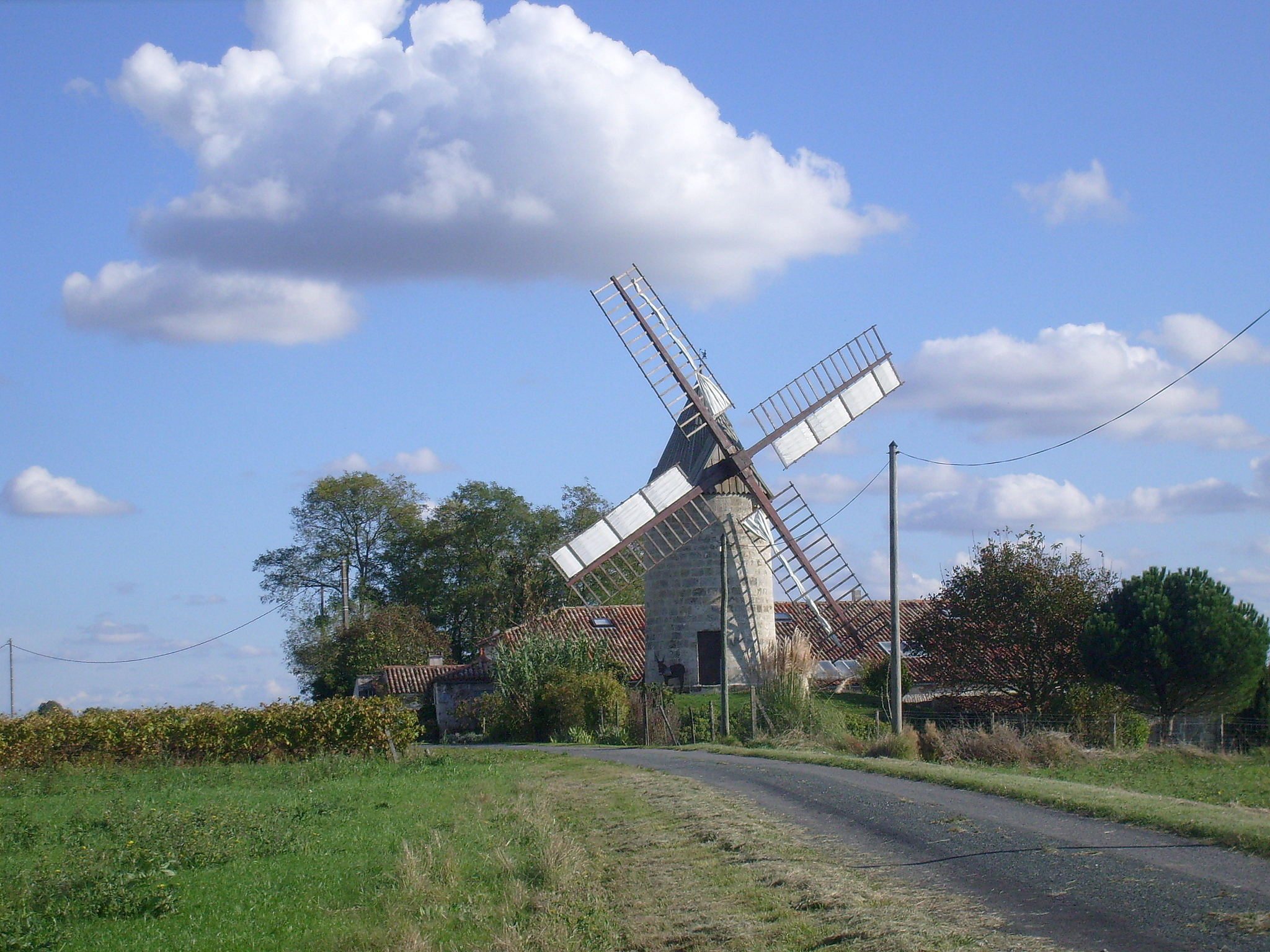
Windmühle